# César Cruchaga Lasa
César Cruchaga Lasa (Ezkaroze, Navarra, 26 de gener de 1974). És un exfutbolista navarrès que jugà com a defensa central al CA Osasuna.

## Biografia
Futbolista format a les categories inferiors d'Osasuna fins a la temporada 1996-97, que marxa com a cedit al Club de Futbol Gavà de Segona Divisió B. La temporada següent torna i debuta amb el primer equip. Ha participat en més de 300 partits amb el club navarrès, on ha assolit un ascens a Primera Divisió, una final de la Copa del Rei i una classificació per a la Lliga de Campions per primera vegada a la història d'Osasuna.
Va debutar a Primera divisió el 10 de setembre de 2000 a un CA Osasuna 0 – RC Celta de Vigo 2.

## Clubs
| Club                | País    | Categoria | Any       | PJ | Gols |
| ------------------- | ------- | --------- | --------- | -- | ---- |
| Osasuna B           | Espanya | 2a B      | 1992-1993 | -  | -    |
| Osasuna B           | Espanya | 2a B      | 1993-1994 | 24 | 1    |
| Osasuna B           | Espanya | 2a B      | 1994-1995 | 34 | 0    |
| Osasuna B           | Espanya | 2a B      | 1995-1996 | 37 | 3    |
| Club de Futbol Gavà | Espanya | 2a B      | 1996-1997 | 35 | 0    |
| Osasuna             | Espanya | 2a        | 1997-1998 | 31 | 1    |
| Osasuna             | Espanya | 2a        | 1998-1999 | 26 | 2    |
| Osasuna             | Espanya | 2a        | 1999-2000 | 37 | 3    |
| Osasuna             | Espanya | 1a        | 2000-2001 | 36 | 3    |
| Osasuna             | Espanya | 1a        | 2001-2002 | 37 | 1    |
| Osasuna             | Espanya | 1a        | 2002-2003 | 36 | 0    |
| Osasuna             | Espanya | 1a        | 2003-2004 | 34 | 1    |
| Osasuna             | Espanya | 1a        | 2004-2005 | 30 | 0    |
| Osasuna             | Espanya | 1a        | 2005-2006 | 20 | 0    |
| Osasuna             | Espanya | 1a        | 2006-2007 | 18 | 2    |
| Osasuna             | Espanya | 1a        | 2007-2008 | 28 | 2    |

| Temporades 1a | Partits 1a | Gols 1a | Partits Copa | Gols Copa | Partits UEFA | Gols UEFA | Internacional |
| ------------- | ---------- | ------- | ------------ | --------- | ------------ | --------- | ------------- |
| 9             | 239        | 9       | 27           | 2         | 14           | 0         | 0             |